# Horseshoe Lake (Arkansas)
Horseshoe Lake – miasto w Stanach Zjednoczonych, w stanie Arkansas, w hrabstwie Crittenden.